# Horacio Quintana
Horacio Quintana (Ramón Domingo „Tito“ Gutiérrez; * 30. Mai 1920 in Teodelina, Departamento General López, Provinz Santa Fe; † 15. November 2007) war ein argentinischer Tangosänger und -komponist.

## Leben
Gutiérrez trat bereits im Alter von zwölf Jahren mit einer von Eduardo Soto geleiteten Band seiner Heimatstadt auf. Später zog er mit seiner Familie nach Córdoba. Dort lernte er Félix Dardo Palorma kennen, mit dem er zwei Jahre lang als Folk-Duo durch die Provinz Córdoba und die Nachbarprovinzen tourte. Die Zusammenarbeit endete, als Gutiérrez zum Militärdienst einberufen wurde. Danach gründete er 1942 in Buenos Aires eine Gitarrengruppe, die von Antonio Bassi geleitet wurde und mit der er in verschiedenen Shows auftrat.
1944 hörte ihn Agustín Irusta und machte ihn mit seinem Freund Lucio Demare bekannt, der ihn umgehend als Nachfolger von Raúl Berón in sein Orchester aufnahm. Auf Vorschlag Demares nahm er den Künstlernamen Horacio Quintana an. Er debütierte mit dem Orchester bei Radio El Mundo und im Cabaret Casanova und nahm bis 1945 vierzehn Titel auf. Demare löste sein Orchester 1945 auf, und Quintana trat dann kurze Zeit mit Raúl Kaplún bei Radio Belgrano und im Café El Nacional auf. Zum Ende des Jahres wechselte er zu Florindo Sassone, dessen zweiter Sänger Jorge Casal war. Anfang 1947 schloss er sich als Nachfolger von Mario Pomar der Formation Francisco Rotundos an.
1948 begann Quintana seine Laufbahn als Solist. Er unternahm mehrere Tourneen und trat bei Radio Belgrano auf. 1951 schloss er sich dem Orchester seines Freundes Oscar Castagniaros an, wo Héctor Inzúa sein Gesangspartner war. Beim Label Odeon nahm er zwei Titel als Solosänger auf. Später tourte er durch Uruguay, Chile und Peru, bis er 1962 seine Laufbahn als Sänger beendete.
Danach betätigte er sich als Veranstalter von Shows und Festivals und als Manager. Als Manager vertrat er Musiker wie Hugo del Carril, Atahualpa Yupanqui, Rosita Quintana und Edmundo Rivero. In seiner Heimatstadt Teodolina traf er einen Freund, den Gitarristen Héctor Arbelo, der ihn mit einem jungen Bandoneonisten und Sänger namens Rubén Juárez bekannt machte. Diesem vermittelte er Auftritte in Buenos Aires im Caño 14, begleitet u. a. von Aníbal Troilo, Plattenaufnahmen und Fernsehauftritte und förderte ihn auf seinem Weg zu einem der Stars der Tangomusik in den 1970er Jahren.

## Aufnahmen
- Solamente ella
- Me están sobrando las penas
- Corazón no le digas a nadie”, written by  (von Luis Castiñeiras und Enrique Munné)
- Se va una tarde más (von Luis Caruso und Enrique Cantore)
- Dos corazones
- Alhucema
- Torrente
- Oriente
- El aguacero
- Señores yo soy del centro
- Igual que un bandoneón (von José Raúl Iglesias und Juan Gatti)
- Me quedé mirándola
- Lo mismo que un tango (von Julio Albano und Santiago Coppola)
- Nos encontramos al pasar (von Raúl Kaplún und José María Suñé)
- Inspiración
- Taquito militar

## Kompositionen
- Para vos canilla
- Volver a Chaplin
- Milonga de corralón
- Carta a Rosaura
- Es tuyo mi corazón